# Lenk im Simmental
Lenk im Simmental és un municipi del cantó de Berna (Suïssa), situat al districte d'Obersimmental.